# Делагарди, Брита София
Брита София Делагарди (швед. Brita Sophia De la Gardie; 22 апреля 1713 — 1797) — шведская дворянка и непрофессиональная актриса, позже перешедшая в католичество и ставшая монахиней. В своё время она играла важнейшую роль в культурной жизни Стокгольма и в истории шведского театра. Делагарди приходилась тёткой по материнской линии графу Акселю фон Ферзену Младшему.

## Биография
Брита София де ла Гарди родилась в семье политика, графа Магнуса Юлиуса Делагарди, и политика и владелицы салона, Хедвиг Катарины Лилли, а также была сестрой учёной Евы Экеблад.

### Карьера
В 1720-х и 1730-х годах любительский театр был чрезвычайно популярен в Стокгольме и при королевском дворе. В то время в столице не было шведскоязычного театра, только иностранные театральные труппы давали профессиональные представления на национальной сцене театра Больхусет. В 1732 году комедия «Дон Яфет Армянский» Поля Скаррона была поставлена на сцене Больхусета дворянской любительской труппой графа Карла Густава Тессина и графини Ульрики Тессин, которые также играли в ней сами. Самой известной из этих любительских трупп была труппа, широко известная как «Комедианты графа Делагарди» (швед. Greve De la Gardies komedianter), действовавшая в 1734—1737 годах и управлявшаяся интересовавшейся театром семьёй Делагарди.
Любительский театр Делагарди выступал во дворце Торстенсонска (ныне известный как дворец Арвфустенс), во дворце Лефебуэрска и, иногда, на сцене театра Больхусет, возглавляемый Хёпкеном, в 1734—1737 годах. Хёпкен вернулся из Парижа в 1734 году и организовал труппу, чтобы более серьёзно готовиться к представлениям и выступать и регулярнее, чем другие труппы. Брита София Делагарди была главной актрисой и звездой этой труппы, которая была хорошо известна в городе и являлась центром его культурной жизни. Историки спорят, выступала ли эта труппа для публики и можно ли считать её чем-то большим, чем просто любительская труппа. Согласно некоторым мемуарам, на спектаклях присутствовал «весь город», но их авторы, происходившие из высших слоёв общества, скорее всего, имели в виду исключительно людей из своего класса. Пьесы, возможно, были частично публичными: зрители платили символические суммы за присутствие на спектакле и были представителями только высших городских слоёв.
Эти любительские труппы вызвали интерес к родному театру, который способствовал основанию первого национального шведскоязычного театра в Больхусете в 1737 году, начало которому положило выступление студенческой театральной труппы. Когда в 1737 году открылся первый шведский национальный театр, было сделано предложение (возможно несерьёзное) сделать Бриту Софию почётным консультантом в управлении театром, с зарезервированной ложей в нём. Этого так и не произошло. Когда в театр были наняты первые профессиональные актрисы, было в шутку предложено пригласить на эту должность другую актрису-любительницу из труппы Делагарди, Аугусту Тёрнфлихт. Одной из первых профессиональных шведских актрис вместе с Беатой Сабиной Строс в театральной труппе нового национального театра была «госпожа Вийкман», которой предположительно была Магдалена Викман, ранее работавшая в доме Делагарди.
В 1738 году Брита София стала членом правления музыкальной академии, которая устраивала концерты во дворце Лефебуэрска.

### Поздняя биография
После смерти отца в 1741 году Брита София и её мать переехали в Париж во Францию, где приняли католичество. После смерти матери в 1745 году она ушла в монастырь и стала монахиней. Брита София унаследовала поместье Экешё в Швеции, но из-за её обращения в католичество, которое в то время было преступлением в Швеции, её имущество было конфисковано и передано её братьям и сёстрам, которые продали его. Брита София умерла в Париже.